# Aidia genipiflora
Aidia genipiflora är en måreväxtart som först beskrevs av Dc., och fick sitt nu gällande namn av James Edgar Dandy. Aidia genipiflora ingår i släktet Aidia och familjen måreväxter. Inga underarter finns listade i Catalogue of Life.